# Colm Feore
Colm Feore (født 22. august 1958 i Boston), er en canadisk skuespiller.

## Filmografi
- Night Falls on Manhattan (1996)
- The Wrong Guy (1997)
- Face/Off (1997)
- City of Angels (1998)
- The Insider (1999)
- The Caveman's Valentine (2001)
- Pearl Harbor (2001)
- Paycheck (2003)
- National Security (2003)
- The Chronicles of Riddick (2004)
- Besat (2005)
- Changeling (2008)
- Thor (2011)
- Jack Ryan: Shadow Recruit (2013)
- The Amazing Spider-Man 2 (2014)
- The Prodigy (2019)